# Église Notre-Dame de Plomion
L'église Notre-Dame est une église située à Plomion, dans le département de l'Aisne, en France.

## Description
La façade se compose d'un large donjon carré entre deux tours. Une tourelle à base tronquée est suspendue à chaque extrémité du transept. Au flanc nord de la nef tient une autre tour à laquelle le toit de l'édifice a enlevé sa hauteur primitive. Le tout est construit en briques.

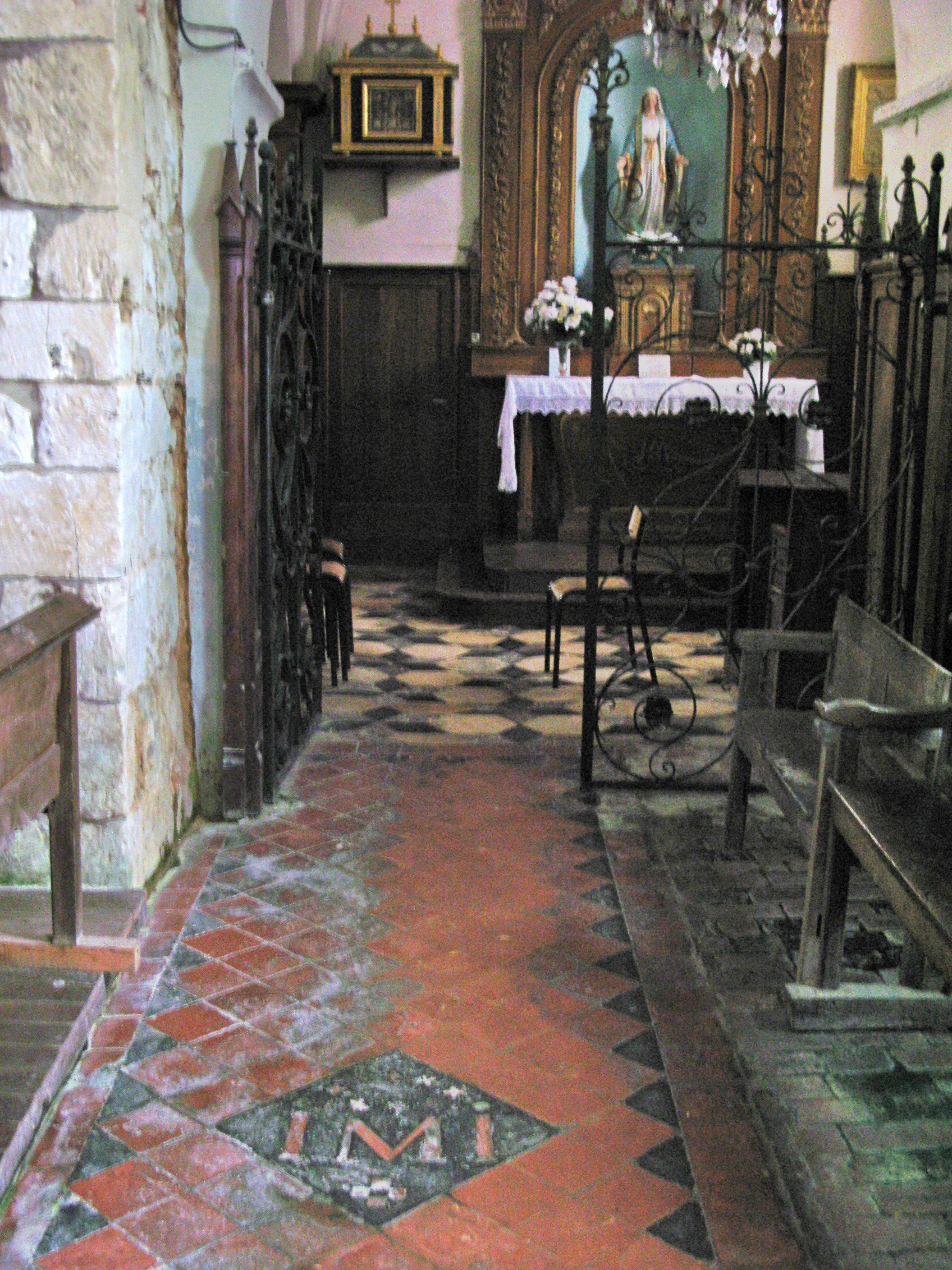

L'intérieur présente une nef avec deux collatéraux, percés de deux larges arcades, et d'un transept. Le chœur et le transept sont seuls voûtés et décorés d'arceaux.

### Tableaux
Dans le transept droit, on trouve une toile fort médiocre de 87 centimètres de large sur 1 mètre 10 centimètres de haut représentant, au milieu d'un vague paysage, un moine en robe brune en contemplation devant un crucifix qu'il tient à la main. Cadre en chêne sculpté à petites feuilles.
Dans le transept gauche, on remarque : de chaque côté de l'autel, un pilastre en bois sculpté orné dans toute sa hauteur d'une guirlande de feuilles et de fruits ; et au milieu de l'autel, un cadre blanc avec enroulements dorés aux angles qui contient une toile de 1 mètre 55 centimètres de large sur 2 mètres de haut, dont le sujet est Le Christ au jardin des oliviers.
Dans le sanctuaire, à droite de l'autel, toile de 56 centimètres de large sur 73 de haut, représentant Abel offrant un sacrifice ; et à gauche, toile de mêmes dimensions représentant La lutte de Jacob avec un ange.

### Boiseries
A l'entrée du chœur, à droite et à gauche, deux panneaux en bois peint sciés par le bas, hauts de 2 mètres environ, portent, en demi-relief et en pied, l'un saint Bruno avec la couronne d'épines entre les mains et la crosse et la mitre déposées à ses pieds, l'autre le bon pasteur avec une brebis dans les bras. Chacun de ces personnages est supporté par une console fouillée à jour.
Dans le sanctuaire, maître-autel en chêne moderne, style du XVe siècle.

### Pierre tombales
Devant le sanctuaire, on lit sur une dalle fort simple l'épitaphe de M. Marc Fouan, curé de Plomion, mort le 3 mai 1735.
Sur un pilier du chœur, une autre dalle aussi simple porte l'inscription suivante :

« D. O. M., Cy gist le corps de M. Marc Nicolas Fouan, bachelier en droit, curé de Notre-Dame de Plomion, doyen de Vervins, lequel a fondé à perpétuité en cette église les prières des Quarante-Heures. Il est décédé le 26 décembre 1768. Resquiescat in pace. »

### Cloches
Les cloches originales ont été déposées et détruites par les Allemands pendant l'occupation de la Première Guerre mondiale. La charpente de l'église, découpée à cet effet, garde la mémoire de ce moment vécu comme un traumatisme par la population.

### Donjon
Dans l'intérieur, le donjon forme porche au rez-de-chaussée ; le premier étage porte des traces de voûte ; on y arrive par un escalier de bois élevé dans la tour qui flanque la façade vers le nord et qui est percée de nombreuses meurtrières.

## Galerie

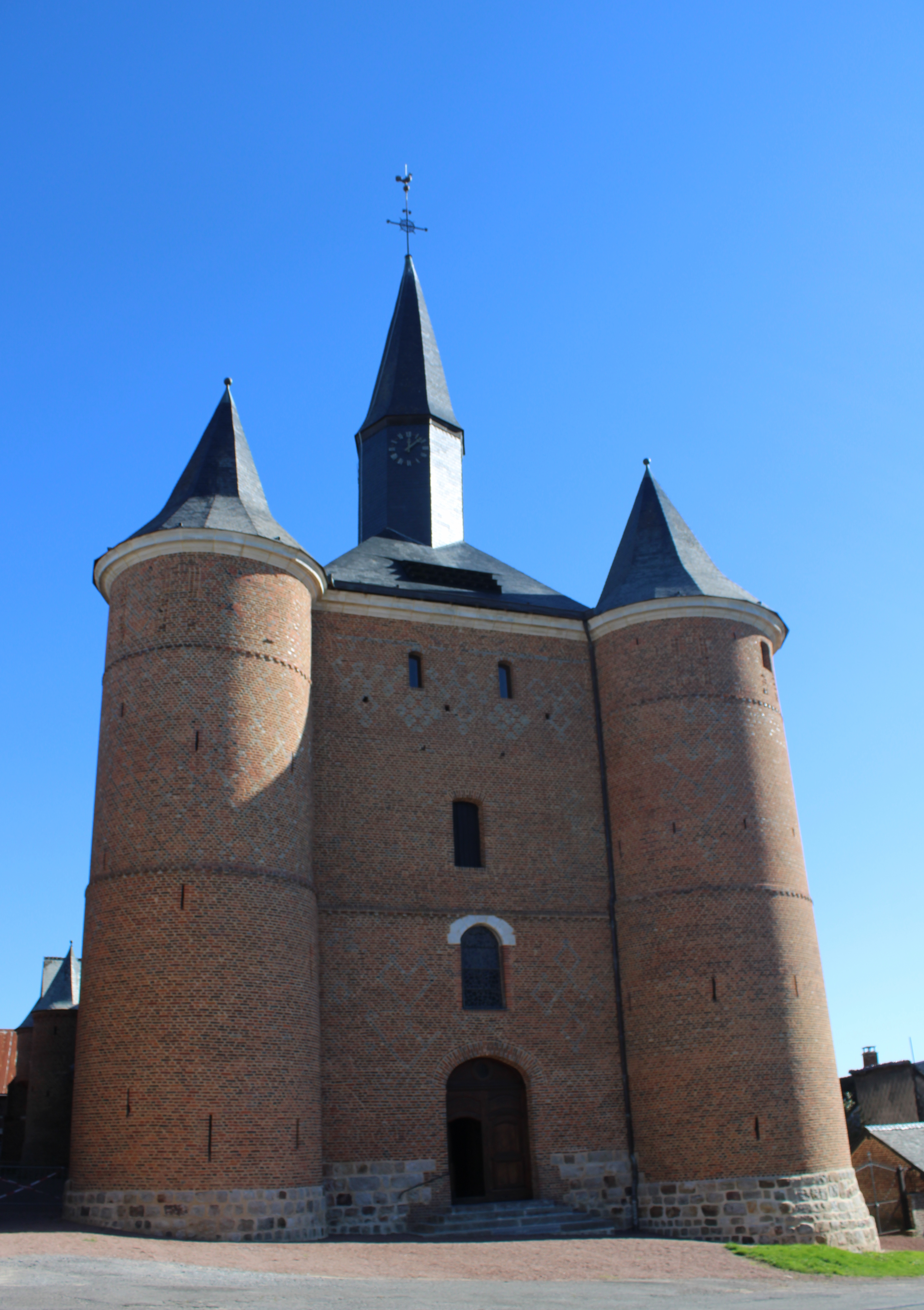
La façade de l'église.
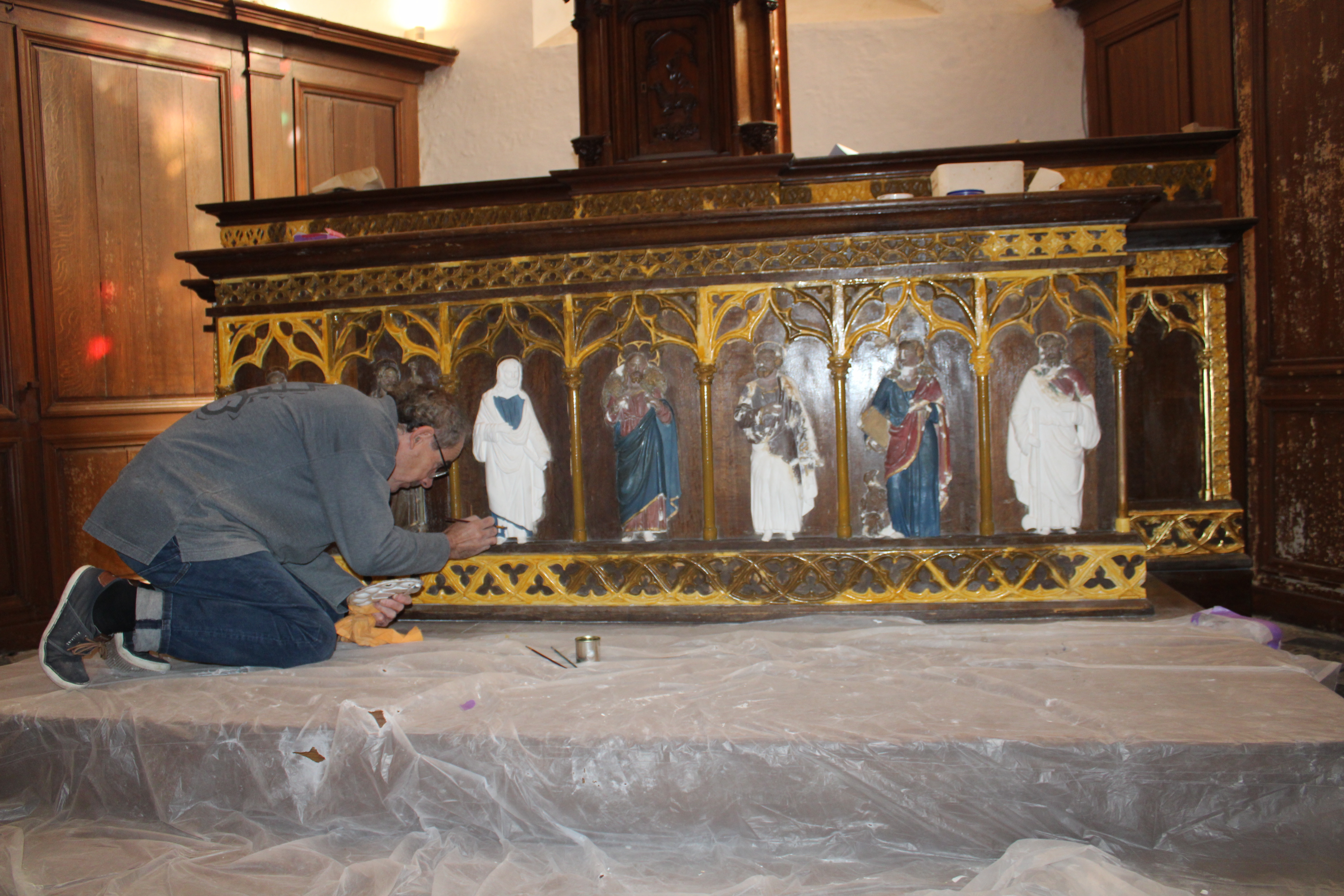
Restaurateur de l'autel au travail en octobre 2022.
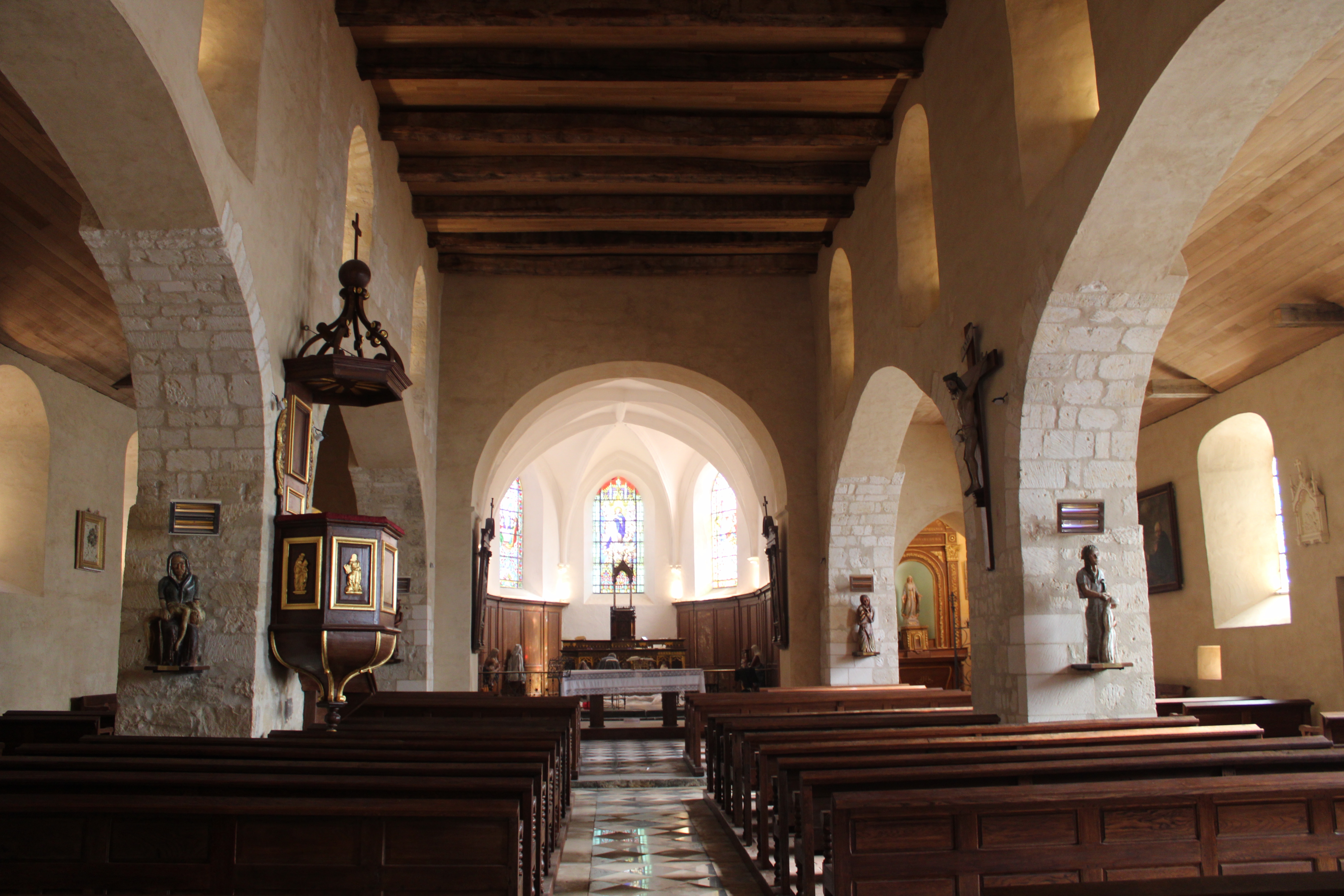
La nef.
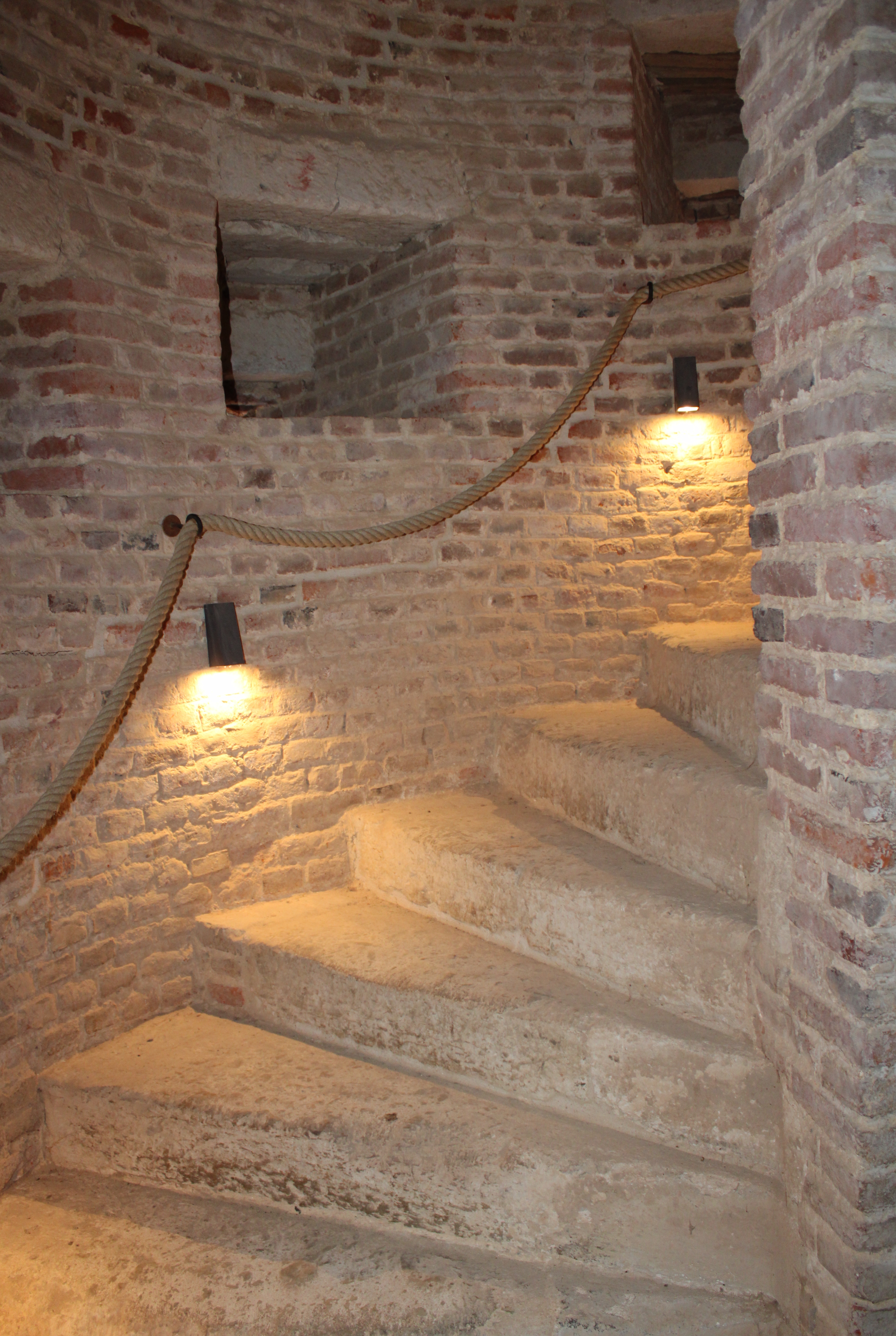
Escalier conduisant à la tour nord.
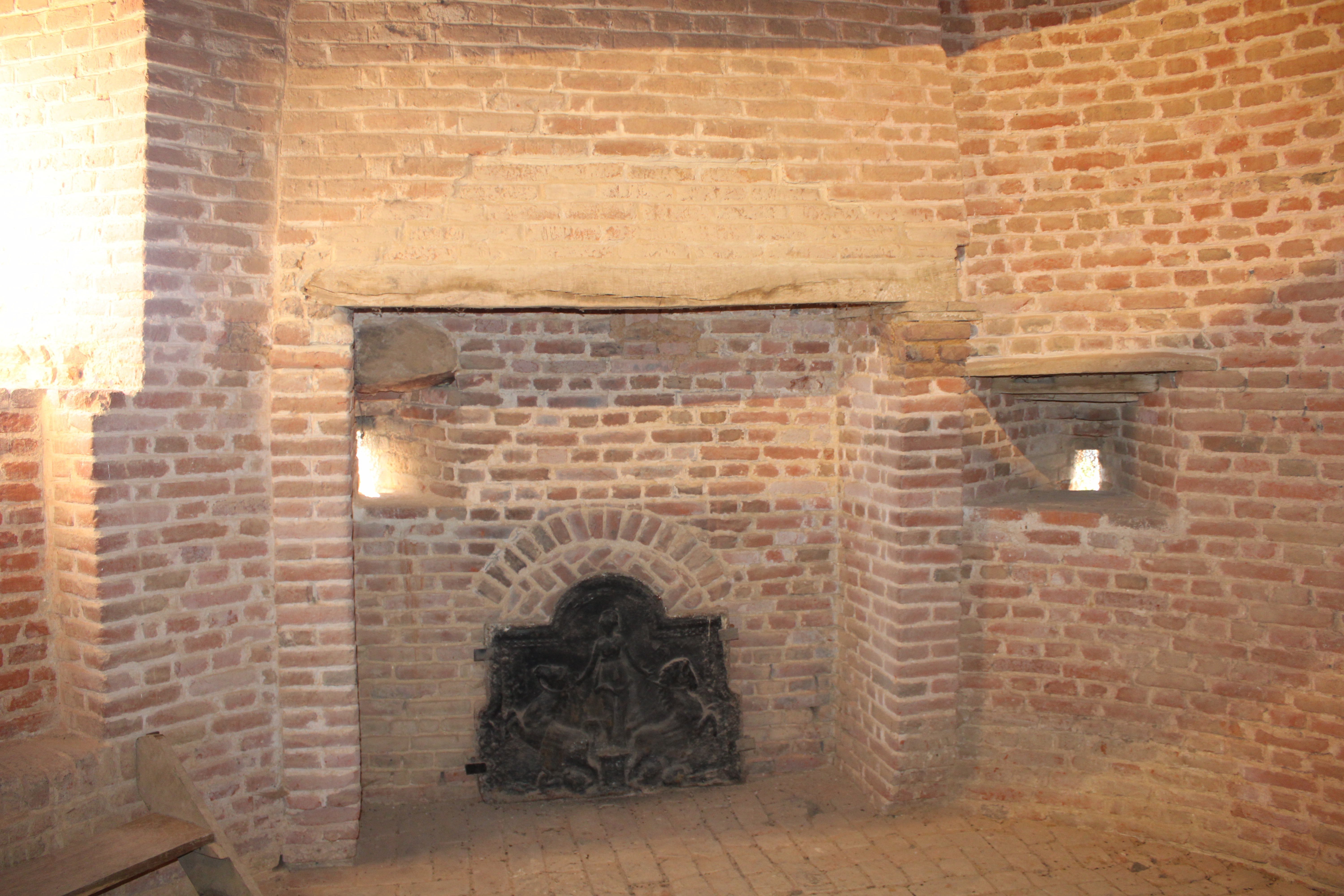
La salle des gardes du second étage de la tour sud.
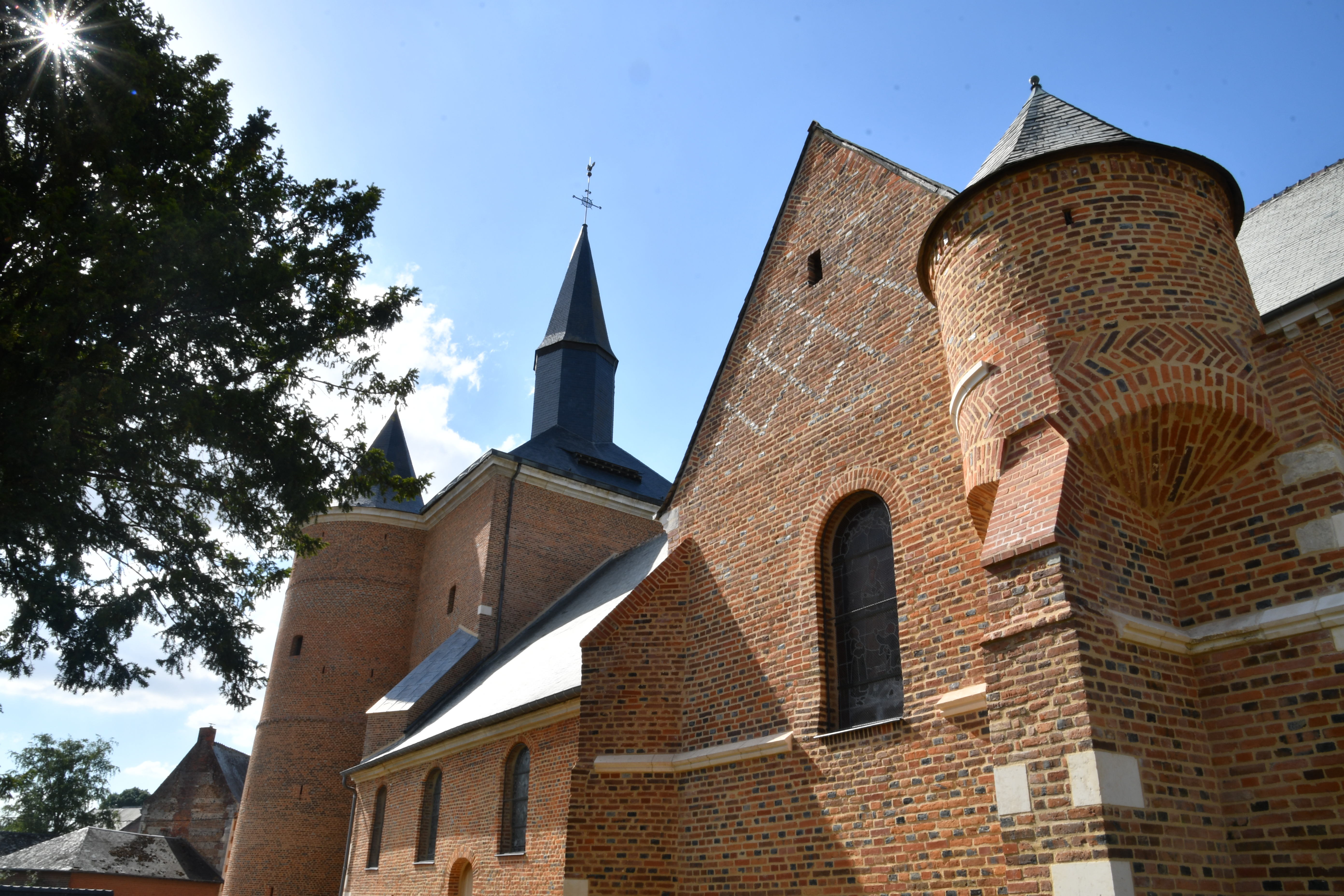
Extérieur coté sud-est.
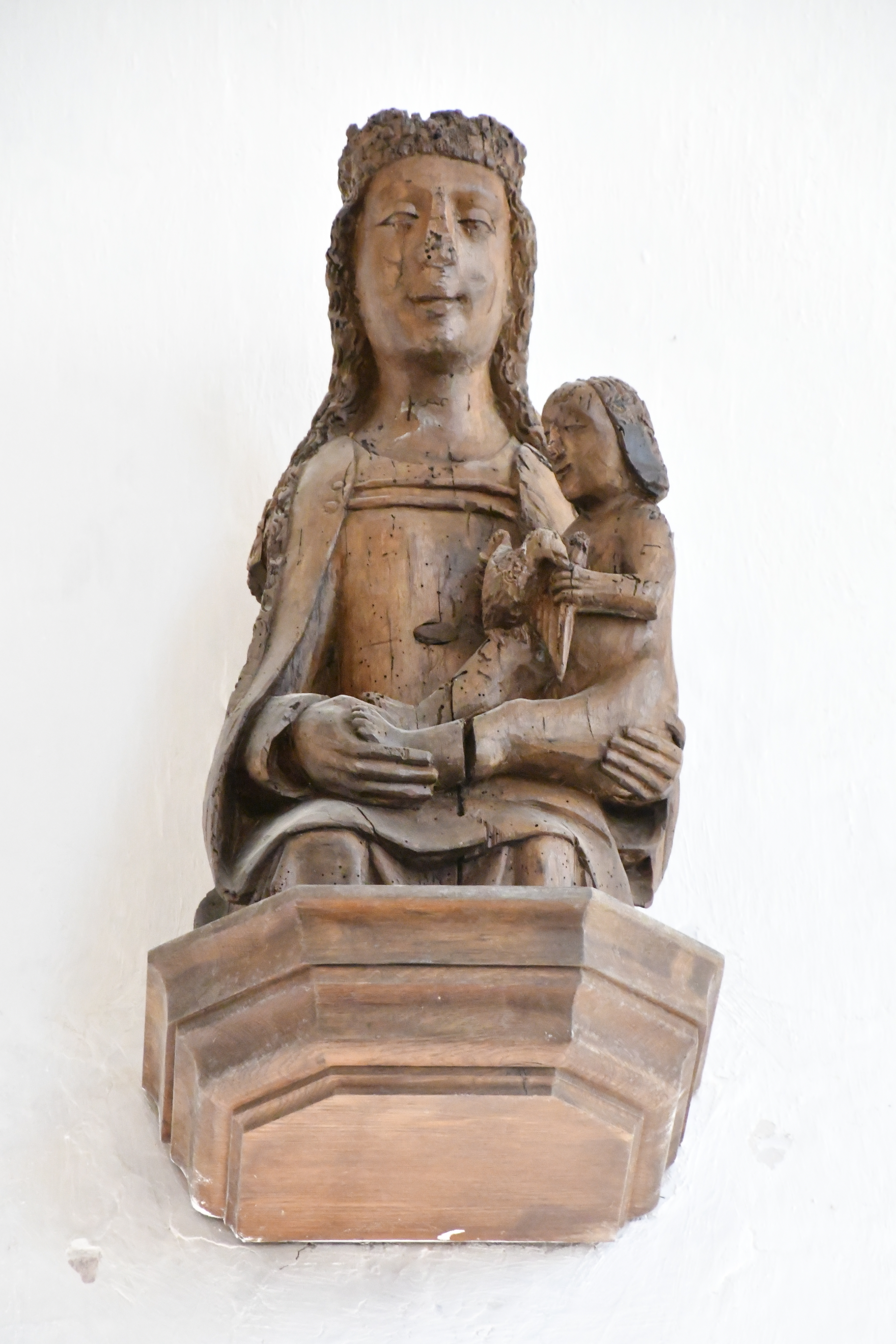
Statuette de Notre-Dame.

## Historique
Le clocher et les deux échauguettes du transept sont les premiers éléments protégés au titre des monuments historiques en 1927. L'arrêté d'inscription est étendu à tout l’édifice en en 1987.
Un vaste chantier de restauration a débuté en 2019 et s'est achevé en 2022.
En avril 2025, l'édifice est classé.